# 1963 في تايلاند
فيما يلي قوائم الأحداث التي وقعت خلال عام 1963 في تايلاند.

## سياسة

### تعيين في المنصب
- 9 ديسمبر – ثانوم كيتيكاتشورن رئيس وزراء تايلاند.

### انتهاء فترة المنصب
- 8 ديسمبر – سارات ثانارارت رئيس وزراء تايلاند.

## مواليد

### يونيو
- 24 يونيو – أناند تاكر

## وفيات

### ديسمبر
- 8 ديسمبر – سارات ثانارارت (مواليد 1908)